# Sam & Cat
Sam & Cat è una serie televisiva statunitense ideata da Dan Schneider e trasmessa negli Stati Uniti d'America su Nickelodeon dall'8 giugno 2013 al 17 luglio 2014. Si tratta di uno spin-off e crossover di iCarly e Victorious, ambientato dopo gli avvenimenti di esse, con protagoniste Jennette McCurdy (Sam Puckett) da iCarly e Ariana Grande (Cat Valentine) da Victorious. Le due ragazze si incontrano per caso durante una bizzarra avventura, diventano coinquiline e avviano un'attività di babysitting per guadagnare denaro extra. In Italia è andata in onda dal 4 novembre 2013 al 7 marzo 2015 su Nickelodeon Italia, mentre in chiaro su Super! dal 5 maggio 2014 al 27 novembre 2015 e replicata varie volte. Dal 4 dicembre 2015 fino al 2020 è stata ritrasmessa anche sul canale TeenNick.
La serie è stata cancellata prematuramente il 13 luglio 2014, mandando in onda solo 36 delle iniziali 40 puntate previste. I media hanno attribuito la cancellazione a delle dispute salariali tra McCurdy e la Nickelodeon, una presunta faida tra le due attrici protagoniste, la diffusione in rete di fotografie private di McCurdy, la crescente carriera musicale di Grande, e il desiderio di entrambe le attrici di passare ad altri progetti. L'episodio finale è perciò privo di un risvolto conclusivo.

## Trama
Dopo che Carly parte per l'Italia insieme al padre (nel finale della serie di iCarly), Sam inizia a fare un tour con la sua moto e un giorno si ferma a Venice (Los Angeles): qui salva da un camion dell'immondizia una ragazza di nome Cat Valentine, che vive in un appartamento con sua nonna. Tuttavia, dopo che quest'ultima si trasferisce in una casa di riposo, Sam decide di trasferirsi da Cat e diventa la sua coinquilina. Dopo alcune disavventure con dei bambini, decidono di aprire anche una società di baby-sitter: nonostante le differenze caratteriali, le due giovani diventano amiche. Il loro compagno di avventure si chiama Dice, il manager adolescente di un lottatore goffo di nome Goomer.

## Produzione
La serie è stata ordinata per 20 puntate il 29 novembre 2012. Le riprese sono iniziate nel gennaio 2013 e la serie ha debuttato l'8 giugno 2013. L'11 luglio 2013 la prima stagione è stata raddoppiata a 40 episodi. Nel corso di una riunione di Nickelodeon con gli inserzionisti il 13 marzo 2014, il presidente della programmazione Nickelodeon, Russell Hicks, ha dichiarato che Sam & Cat era stato rinnovato per una seconda stagione della durata di 20 episodi. Si susseguirono molte voci sulla cancellazione della serie dopo che Nickelodeon mise la serie in pausa il 3 aprile 2014. Dopo la messa in onda di 33 episodi Nickelodeon si fermò mandando in onda un promo di due episodi. Il 13 luglio 2014, dopo una pausa di produzione di tre mesi, Nickelodeon annullò la serie, dopo aver prodotto solo 36 episodi a fronte dei 40 episodi previsti. La produzione di Sam & Cat si fermò inizialmente causa l'apparizione in rete di alcune foto particolarmente sexy di Jennette McCurdy. Successivamente la stessa McCurdy si lamentò del fatto che Ariana Grande guadagnasse più di lei, insinuazione poi smentita dalla stessa Ariana. Dopo quell'episodio Jennette dichiarò che il litigio con Ariana era solo un "litigio fra sorelle" e che la motivazione della cancellazione dello show era prettamente lavorativa, difatti Jennette era impegnata nella recitazione in altri film mentre Ariana era troppo occupata con la sua carriera musicale. L'ultimo episodio è andato in onda il 17 luglio 2014 come introduzione al Kids' Choice Sports Awards ceremony.

## Personaggi e interpreti

### Personaggi principali
- Samantha "Sam" Puckett (Jennette McCurdy): è una dei personaggi principali della serie. Ragazza invincibile contro la paura, abile nel combattere, amante degli scherzi e odiatrice del lavoro, lascia la città di Seattle e si trasferisce a Los Angeles dove conosce la sua futura coinquilina Cat e con la quale trascorre avventure molto divertenti. Doppiata da Jenny De Cesarei.
- Cat Valentine (Ariana Grande): ragazza molto più allegra, dolce, solare e comprensiva della sua nuova amica Sam, tuttavia non appare molto intelligente. Si dimostra spesso molto emotiva e non accetta le critiche, inoltre si dice che abbia una cotta per Robbie, suo compagno di classe alla Hollywood Arts School (di Victorious e che ritorna nell'episodio #IlSaltoDelTonno insieme a Jade West e Freddie Benson, anche se quest'ultimo di iCarly). Non possiede un'ottima memoria ed è ossessionata dai bibble. Doppiata da Monica Bonetto.
- Dice Corleone (Cameron Ocasio): il vicino di Sam e Cat. È vivace e spesso agitato ed è amico delle due ragazze. Fa soldi extra vendendo cianfrusaglie varie come capelli di celebrità, cappelli con scritte sbagliate e cucchielli (attrezzi metà cucchiai e metà coltelli). Dice è anche il manager di un lottatore dalle scarse facoltà intellettive come Goomer. Possiede voluminosi capelli ricci. Posa spesso come hair-model nonostante venga preso in giro da Sam e Cat. Doppiato da Simone Lupinacci.

### Personaggi secondari
- Charlotte Valentine (Maree Cheatham): la nonna paterna di Cat con la quale la ragazza abitava inizialmente. È un'allegra signora anziana sveglia ed indipendente. Nonostante le iniziali opposizioni della nipote decide di trasferirsi alla casa di riposo, permettendo a Sam di andare ad abitare con Cat. La nonna di Cat era anche la babysitter dei bambini del palazzo. Soffre di sonnambulismo. Nel finale va ad abitare temporaneamente con Sam mentre Cat è a Phoenix con Dice, cucinando prelibatezze che la ragazza adora. Doppiata da Caterina Rochira.
- Gieux "Goomer" Merr (Zoran Korach): è un professionista di arti marziali miste. Ha come manager il suo amico Dice. Il suo soprannome è Goo perché suo padre era un appassionato di Goofy e lo chiamava Goo-Goo. Decisamente imbranato e con un livello intellettivo basso, sovente si comporta come un bambino, non sopportando che qualcuno lo prenda in giro. Ritorna in Henry Danger e nello spin-off del suddetto programma come assistente del criminale Frankini. Doppiato da Luca Bottale.

### Personaggi ricorrenti
- Gwen e Ruby (Sophia Grace e Rosie Grace): due bambine inglesi apparentemente innocue e dolci, che si dimostrano in seguito bugiarde e truffatrici. Nell'episodio #PiccoleTruffatrici vengono affidate a Sam e Cat dallo zio, e fingono di vendere cinque cellulari a Dice per 500 dollari e un bidone pieno di Bibble a Cat (dolcetti inglesi per cui la ragazza ha una dipendenza) per la sua bici rosa, ma in realtà dandogli rispettivamente dei sassi e un barile di cotton fioc. I ragazzi riescono a riprendersi i loro soldi e la bicicletta con uno stratagemma; allora le due bambine cercano di vendicarsi nell'episodio #IlRitornoDelleInglesine dove cercano di rompere l'amicizia tra Sam e Cat, ma alla fine sono loro a metterle l'una contro l'altra. Doppiate da Patrizia Mottola (Gwen) e da Valentina Pallavicino (Ruby).
- Ethan e Bob Parker (Tyler Michael Brown e Rashaan Smith): sono i primi due bambini a cui Sam e Cat devono fare da baby sitter nell'episodio #ProgrammaPreferito. Ethan fa continuamente domande su tutto e Bob tende ad abbracciare molto forte tutto quello che gli capita a tiro. Sam e Cat li portano sul set della loro serie televisiva preferita, Travestiti, dove Bob rimane intrappolato in un proiettore per il palco e Sam deve andare a liberarlo. Cat decide poi di lasciarli alla casa di riposo di sua nonna, seguendo il ragionamento che "gli anziani amano i bambini", ma persino loro non riescono a sopportarli, inclusa la nonna di Cat, la quale per l'arrabbiatura non si accorge nemmeno che la nipote e Sam avevano cambiato del tutto l'arredamento del suo appartamento.
- Ben, Grant e Richard (Mark Dulian, Paul Canton e Sims Defag): sono dei baby sitter che per avere più lavoro mettono delle recensioni negative su Sam e Cat sul sito Snorch.com, allora queste ultime mandano Dice per spiarli e scoprono che usano i bambini di cui si occupano per fare scommesse. Alla fine Sam li costringe a cancellare le recensioni negative e a non fare mai più i baby sitter.
- Butler Amadeus Torso (Jake Brennan): ha vinto 3 volte consecutive la gara di SMS. È costretto da sua madre, che vuole per forza incontrare il vicepresidente degli Stati Uniti e considera le vittorie di Butler come sue; infatti, prima delle finali, la madre del bambino incolla la mano di Sam alla caviglia di Cat in modo che non possa scrivere SMS e Butler vinca l'incontro, ma la ragazza trova la soluzione e partecipa alla gara con una sola mano; non riesce ad avere la meglio su Butler, che, però, fa cadere il proprio cellulare di proposito per far arrabbiare sua madre e far vincere Sam. Doppiato da Patrizia Mottola.
- Debbie Torso (Susan Huckle): è la mamma di Butler. È cattiva e competitiva. Tiene un sacco all'incontro con il vicepresidente ed è per questo che vuole che Butler vinca per forza.
- John "lo Sfascia-teste" Zakappa (Devan Long): è un lottatore della Slovenia che appare nelle puntate #GoomerSitter e #MotoSparita. Nella seconda appare il suo amico Hector, un nanetto orientale che fatica a parlare normalmente e sa dire esattamente solo la parola "olive". Zakappa viene calpestato per mezz'ora da Sam per averla spinta e quando le ruba la moto lei lo costringe a stare a terra e a contare fino a 100.000.
- BJ Malloy (Cyrus Arnold): è un amico d'infanzia di Dice che però gli sta antipaticissimo perché lo prende in giro chiamandolo fin dalla seconda elementare "Diceberg" dicendo che fa rima con "Iceberg". È noioso e logorroico, molto spesso ripete tutte le parole dette da Dice e mangia quasi esclusivamente uova. Doppiato da Stefano Pozzi.
- Alexa Biggly (Olivia Keegan): era la precedente padrona del cane di Dice, e afferma che il cane si chiama Cornelius e che insieme partecipano ogni anno alla "Gara di ballo dei cani di Winchester". Appare nell'episodio #Pubblicità dove pretende che il cane le venga restituito. Sam e Cat per evitare che Dice ed Opee si separino cercano un cane identico a lui. Lo trovano, però questo cane diventa aggressivo se si prende in braccio. Dopo aver trovato "il finto Opee" lo danno ad Alexa. La sera, Sam, Cat e Dice guardano la TV e vedono la ragazza aggredita dal cane durante la gara. Doppiata da Valentina Pallavicino.
- Del Deville (Myko Olivier): è il cantante preferito di Sam e Cat che suona nella band che porta il suo nome. Nell'episodio #LaStarScomparsa Sam e Cat lo colpiranno per sbaglio con un triciclo e per non essere arrestate lo rapiranno e legheranno al letto di Sam, ma verrà in seguito liberato e accusato di plagio per una serie di accordi utilizzati in una sua canzone, pensando che fossero stati inventati da Cat quando in realtà erano stati usati in una canzone anni 70. Doppiato da Renato Novara.
- Jepson (Garrett Boyd): è il fratello maggiore di Lucas che compare nel primo e unico episodio #Lumpaccioso. Dopo che Sam gli rompe il polso per aver versato il sudore nella brocca, lei, Cat e Lucas gli faranno indossare un bikini per un'ora intera per poi venire picchiato da dei motociclisti (che vengono definiti stupidi). Doppiato da Renato Novara.
- Randy (Christian Elizondo): appare spesso nella serie soprattutto nelle ultime puntate dove dice che è innamorato di Sam e Cat.
- Opee o Cornelius: è il cane di Dice. In passato apparteneva ad Alexa Biggly, la quale afferma che il cane si chiami "Cornelius" e che insieme partecipano alla "Gara di ballo dei cani di Winchester". Sam, Cat e Dice sono dell'idea che sia scappato dalla famiglia di Alexa perché veniva soltanto usato per le gare di ballo con i cani; appare nell'episodio #Pubblicità.
- Lance (Shayne Topp): è un presunto mago che vende a Dice una scatola magica. È arrogante, prepotente e presuntuoso ma adorato da certe ragazze. Appare nell'episodio #Inscatolata dove prende in giro Dice definendolo un mago terribile. Quest'ultimo si reca da lui insieme a Sam e Goomer per far sì che liberi Cat dalla scatola magica che si era bloccata. Lance accetta, ma non prima di deridere Dice e farsi dire che in cambio avrebbe ottenuto un bacio da Sam e il biglietto per le montagne russe gratis di Dice. Per liberare Dice deve premere un bottone nascosto sulla scatola (cosa che non aveva detto apposta a Dice quando l'aveva comprata), ma pure questo si blocca non liberandolo. Quindi Lance non ottiene il biglietto di Dice ma cerca di ottenere ugualmente il bacio di Sam, che fa finta di accettare, portandolo in una stanza dove lo malmena di santa ragione. Doppiato da Jacopo Calatroni.
- Signor Drange (Tom Schmid): È un uomo single che vive in una casa da solo, ed ha una bambola di nome Clarice, che lui dice sia sua figlia. Alla fine dell'episodio #Halloween, quando viene a prenderla, col potere del cronometro la trasforma in una bambina vera. Doppiato da Marco Balzarotti.

### Ospiti speciali
- Freddie Benson (Nathan Kress): è uno dei più grandi e longevi amici di Sam, con la quale registrava iCarly. Viene prima nominato in #ConcorrenzaSleale da Sam per averla aiutata a smascherare coloro che facevano recensioni negative false su lei e Cat come babysitter, e poi compare per lo speciale #IlSaltoDelTonno. Qui viene fatto intendere più volte che, nonostante lui e Sam avessero interrotto la loro relazione amorosa a causa dei loro caratteri agli antipodi qualche anno prima, continua a provare qualcosa per lei, come d'altronde lei per lui, come si è potuto vedere anche nell'ultima puntata di iCarly, iGoodbye. Doppiato da Ruggero Andreozzi.
- Marissa Benson (Mary Scheer): è la mamma iperprotettiva di Freddie. Nella piccola scena in cui compare nella puntata #IlSaltoDelTonno dice solo "Sai che Carly non tornerà mai dall'Italia", riferimento all'ultimo episodio della serie madre iCarly. Non ha mai accettato la relazione tra il figlio e Sam, e ha cercato anche di farli lasciare, ma l'amore dei due ragazzi ha prevalso per quella volta. Doppiata da Renata Bertolas.
- Nora Dershlit (Danielle Morrow): è una folle ragazza, ossessionata da iCarly. Appare nell'episodio #SuperPsycho dove riesce ad evadere di prigione cercando vendetta sul gruppo di iCarly ma, scoprendo che Carly è in Italia, decide di vendicarsi di Sam, rapendo prima Dice e poi Cat. Alla fine tuttavia verrà messa fuori gioco da Sam e rinchiusa in una prigione di massima sicurezza. Doppiata da Loretta Di Pisa.
- Nevel Papperman (Reed Alexander): è il nemico numero uno di Carly, Sam e Freddie in iCarly. Appare nell'episodio #SuperPsycho insieme a Nora Dershlit e Gibby Gibson (sempre dell'universo di iCarly). Aiuta Sam e Cat a ritrovare Dice, rapito da Nora per vendicarsi di Sam. Doppiato da Davide Garbolino.
- Jade West (Elizabeth Gillies): è un'amica di Cat alla Hollywood Arts School in Victorious. Appare nell'episodio #IlSaltoDelTonno insieme a Robbie. Doppiata da Giuliana Atepi.
- Erwin Sikowitz (Eric Lange): è uno dei professori di Cat alla Hollywood Arts in Victorious. Appare nell'episodio #LaMammaDiGoomer. Doppiato da Alessandro D'Errico.
- Robbie Shapiro (Matt Bennett): è un amico e compagno di scuola di Cat, della quale è innamorato e ricambiato. Appare nell'episodio #IlSaltoDelTonno. Doppiato da Omar Vitelli.
- Crazy Steve (Jerry Trainor): appare nella puntata #SuperPsycho rinchiuso nell'Ospedale Peter Sinai insieme a Nevel Papperman. Era un personaggio ricorrente in Drake & Josh, dove lavorava al cinema Première. Soffre chiaramente di qualche disturbo mentale ed è probabilmente per quello che è rinchiuso in un ospedale psichiatrico. Doppiato da Renato Novara.

### Altri ospiti speciali
- Penny Marshall
- Cindy Williams
- Scott Baio

## Sigla
La sigla della serie è Just Fine ed è cantata da Zoran Korach, che è, tra l'altro, l'attore di Goomer.

## Episodi
| Stagione | Episodi | Prima TV USA | Prima TV Italia |
| -------- | ------- | ------------ | --------------- |
| Episodi  | 36      | 2013-2014    | 2013-2015       |

## Riconoscimenti
| Anno | Premio                   | Categoria                   | Destinatario     | Risultato       | Fonti  |
| ---- | ------------------------ | --------------------------- | ---------------- | --------------- | ------ |
| 2013 | J-14 Teen Icon Awards    | Serie televisiva preferita  | Sam & Cat        | Candidato/a     | [ 20 ] |
| 2013 | J-14 Teen Icon Awards    | Attore Televisivo Preferito | Ariana Grande    | Candidato/a     | [ 20 ] |
| 2013 | J-14 Teen Icon Awards    | Attore Televisivo Preferito | Jennette McCurdy | Candidato/a     | [ 20 ] |
| 2014 | ANMTVLA Awards           | Migliore serie 2013 bambini | Sam & Cat        | Candidato/a     | [ 21 ] |
| 2014 | ANMTV Brazil Awards      | Migliore serie 2013 bambini | Sam & Cat        | Candidato/a     | [ 22 ] |
| 2014 | 2014 Kids' Choice Awards | Miglior programma TV        | Sam & Cat        | Vincitore/trice | [ 23 ] |
| 2014 | 2014 Kids' Choice Awards | Miglior personaggio TV      | Ariana Grande    | Vincitore/trice | [ 23 ] |
| 2014 | 2014 Kids' Choice Awards | Miglior personaggio TV      | Jennette McCurdy | Candidato/a     | [ 24 ] |